# Aldeavieja de Tormes
Aldeavieja de Tormes là một đô thị ở tỉnh Salamanca, phía tây Tây Ban Nha, cộng đồng tự trị Castile-Leon. Đô thị này có cự ly only 50 kilômét so với tỉnh lỵ Salamanca và có dân số 125 người. Khu vực này nằm trên độ cao 909 mét trên mực nước biển.